# Медведеве (Конотопський район)
Медведе́ве — село в Україні, у Кролевецькій міській громаді Конотопського району Сумської області. Площа — 42,5. Населення становить 21 осіб. До 2020 орган місцевого самоврядування — Білогривська сільська рада.

## Географія
Село Медведеве знаходиться на лівому березі річки Глистянка, вище за течією на відстані 1,5 км розташоване село Хрещатик, нижче за течією на відстані 3 км розташоване село Губарівщина. До села примикає великий лісовий масив (сосна, береза).
Село розташоване за 18 км від адміністративного центру громади м. Кролевець. Найближча залізнична станція Брюловецький, розташована за 11 км.

## Символіка
На гербі зображений ведмідь в азійському стилі та медові стільники, що відсилають до назви як колишньої так і сучасної (герб є подвійнопромовистим, а якщо взяти ще й стару назву то промовистим потрійно). Зелене тло зображає лісові масиви навколо села.

## Історія
Після торгів у м. Києві на аукціоні в кінці 60-их років XIX ст. земельні угіддя, які знаходилися у північному напрямку, від села Хрещатик перейшли у володіння єврею Айзіку Карасику. В останній чверті XIX ст. він почав розпродувати свої землі селянам, які бажали придбати земельні ділянки під забудову житла. Так був заснований Айзіків хутір (згодом назва трансформувалась в «хутір Азія»), що в радянські часи отримав офіційну назву Медведеве. В народі досі живе стара назва села — Азія.
12 червня 2020 року, відповідно до розпорядження Кабінету Міністрів України № 723-р «Про визначення адміністративних центрів та затвердження територій територіальних громад Сумської області», село увійшло до складу Кролевецької міської громади.
19 липня 2020 року, в результаті адміністративно-територіальної реформи та ліквідації Кролевецького району, увійшло до складу новоутвореного Конотопського району.